# Will Hoy

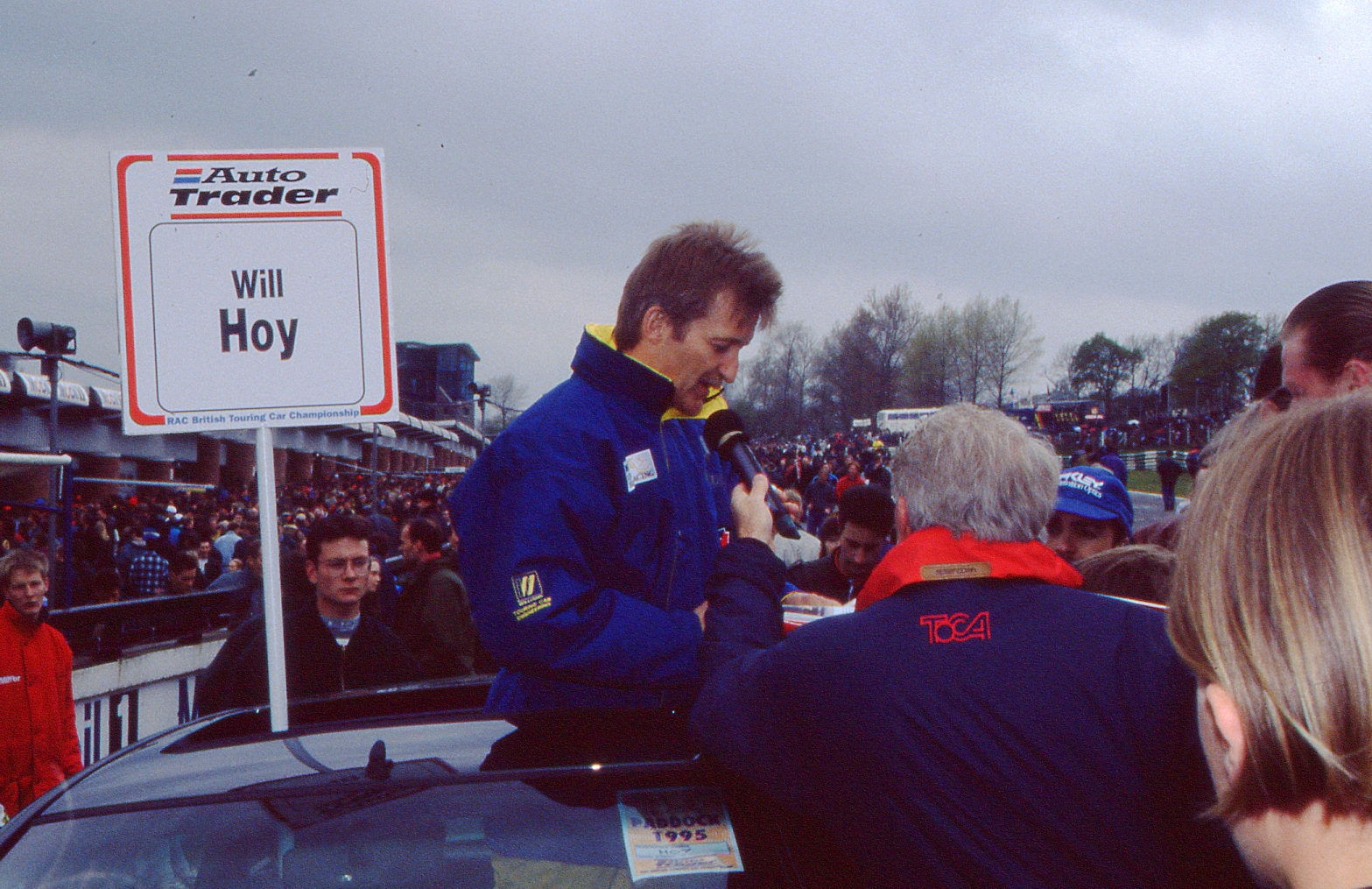
Will Hoy 1995 in Brands Hatch

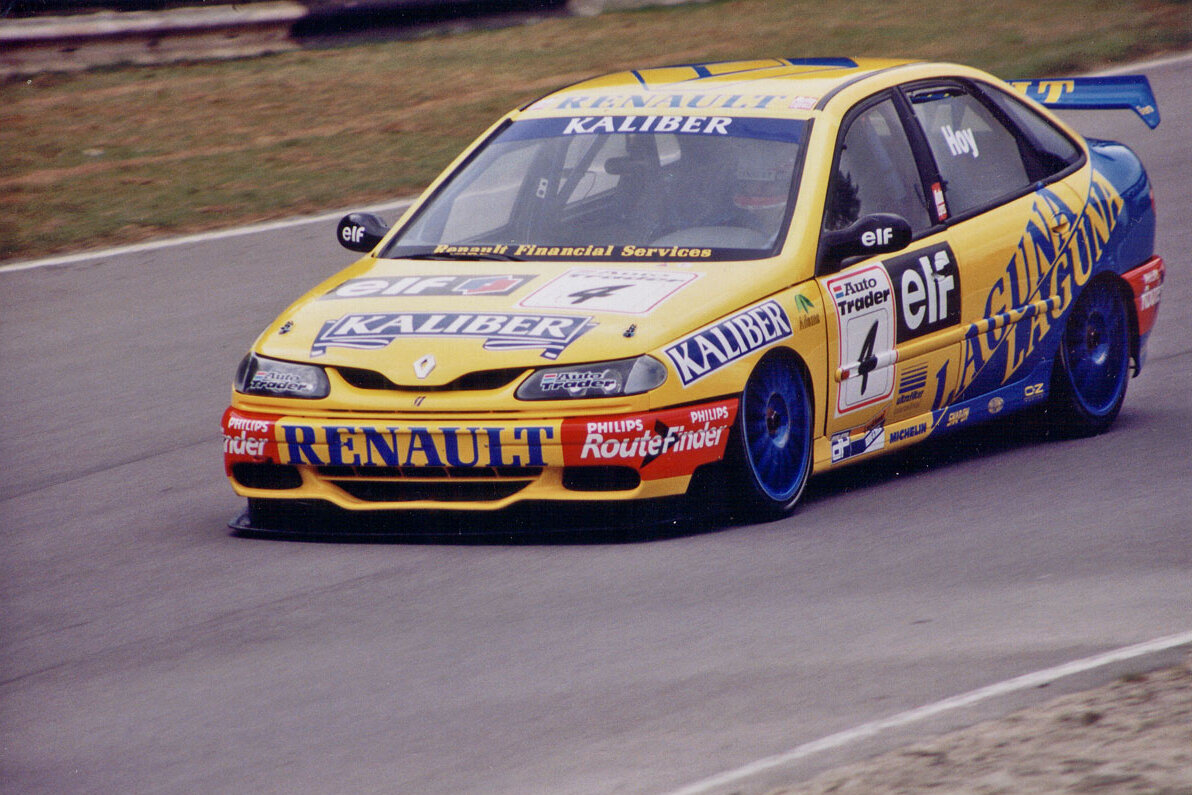
Will Hoy mit dem von Williams eingesetzten Renault Laguna 1995 in Brands Hatch

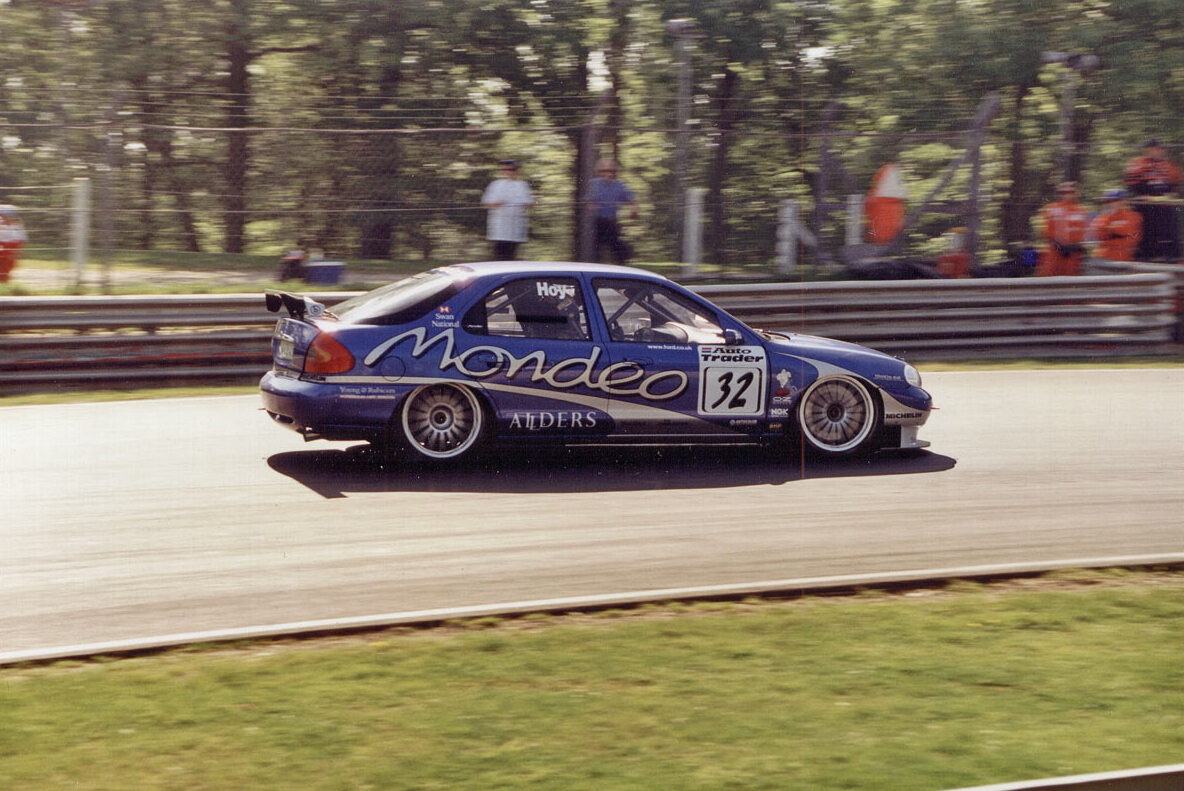
1998 im Ford Mondeo

William Ewing „Will“ Hoy (* 2. April 1953 in Royston; † 19. Dezember 2002 in London) war ein britischer Automobilrennfahrer.

## Karriere im Motorsport

### Britische Tourenwagen-Meisterschaft
Der Name Will Hoy ist eng mit der britischen Tourenwagen-Meisterschaft verbunden, wo der Brite von 1987 bis 2000 aktiv war. Nach erfolglosen ersten Jahren sicherte er sich 1991 auf einem BMW M3 den Meistertitel und wurde ein Jahr später nur drei Punkte hinter Tim Harvey Meisterschaftszweiter. 1992 war ein Toyota Carina sein Einsatzfahrzeug.
Nach drei Jahren bei Toyota unterschrieb er im Herbst 1994 für die Saison 1995 einen Vertrag bei Williams. Der in der Formel-1-Weltmeisterschaft engagierte Rennstall von Frank Williams hatte Mitte der 1990er-Jahre einen Motorenvertrag mit Renault. Als Renault mit dem Laguna in die Britische Tourenwagen-Meisterschaft einstieg wurde Williams das Einsatzteam und Hoy neben Alain Menu der zweite Fahrer. Die erste Saisonhälfte verlief für den Briten wenig erfolgreich und war mit vielen Ausfällen verbunden. Während Menu bereits den zweiten Wertungslauf des Saisoneröffnungs-Wochenendes im Donington Park gewinnen konnte, musste Hoy bis 18. Wertungslauf in Brands Hatch im Spätsommer 1995 warten, ehe er seinen ersten Saisonsieg feiern konnte. Nach weiteren Erfolgen in Snetterton und Silverstone beendete er die Meisterschaft als Gesamtvierter. Teamkollege Menu wurde hinter John Cleland und vor Rickard Rydell Vizemeister.
Während Teamkollege Alain Menu 1996 erneut Vizemeister wurde, musste sich Hoy in seinem zweiten Jahr bei Williams mit dem neunten Gesamtrang zufriedengeben. Ende 1996 wurde sein Vertrag beim britischen Traditionsrennstall nicht verlängert und er musste sich auf Cockpitsuche machen. Da alle Werkswagen vergeben waren, unterschrieb er bei West Surrey Racing, wo er zwei Jahre einen Ford Mondeo fuhr und 1998 in Silverstone seinen letzten Meisterschaftslauf gewann. Nach einem Jahr bei Arena Motorsport fuhr er 2000 bereits schwer erkrankt nur mehr zwei Rennen und musste dann das Rennfahren aufgeben.

### Sportwagenrennen
Neben seinem Engagement im Tourenwagensport war auch Hoy auch als Sportwagenpilot aktiv. 1987 und 1988 bestritt er fast die gesamte Sportwagen-Weltmeisterschaft im Team von Martin Schanche. Bestes Ergebnis in diesen beiden Jahren war der zehnte Gesamtrang beim 1000-km-Rennen von Brands Hatch 1988. Zu erwähnen ist auch der zweite Gesamtrang beim 1000-km-Rennen von Fuji 1990 – einem Rennen zur All Japan Sports Prototype Championship – gemeinsam mit Stanley Dickens in einem Porsche 962.
Fünfmal war der Brite beim 24-Stunden-Rennen von Le Mans am Start; 1988 beendete er das Rennen in einem Werks-Mazda 767 als 19. der Endwertung.
Will Hoy starb im Dezember 2002 nach langer Krankheit an einem Hirntumor.

## Statistik

### Le-Mans-Ergebnisse
| Jahr | Team                       | Fahrzeug     | Teamkollege     | Teamkollege         | Platzierung | Ausfallgrund       |
| ---- | -------------------------- | ------------ | --------------- | ------------------- | ----------- | ------------------ |
| 1985 | Roy Baker Promotions       | Tiga GC285   | Paul Smith      | Nick Nicholson      | Rang 21     |                    |
| 1987 | Team Lucky Strike Schanche | Argo JM19 C2 | Martin Schanche | Robin Smith         | Ausfall     | Unfall             |
| 1988 | Mazdaspeed Co. Ltd.        | Mazda 767    | Takashi Yorino  | Hervé Regout        | Rang 19     |                    |
| 1989 | Team Schuppan              | Porsche 962C | Jean Alesi      | Dominic Dobson      | Ausfall     | Unfall             |
| 1991 | Team Salamin Primagaz      | Porsche 962C | Eje Elgh        | Roland Ratzenberger | Ausfall     | Zylinder überhitzt |

### Einzelergebnisse in der Sportwagen-Weltmeisterschaft
| Saison | Team                                                 | Rennwagen                           | 1   | 2   | 3   | 4   | 5   | 6   | 7   | 8   | 9   | 10  | 11  |
| ------ | ---------------------------------------------------- | ----------------------------------- | --- | --- | --- | --- | --- | --- | --- | --- | --- | --- | --- |
| 1985   | Baker Promotions                                     | Tiga GC284 Tiga GC285               | MUG | MON | SIL | LEM | HOK | MOS | SPA | BRH | FUJ | SEL |     |
| 1985   | Baker Promotions                                     | Tiga GC284 Tiga GC285               |     | DNF | DNF | 21  | DNF |     |     | DNF |     |     |     |
| 1986   | Chamberlain Engineering                              | Tiga TS85                           | MON | SIL | LEM | NÜN | BRH | JER | NÜR | SPA | FUJ |     |     |
| 1986   | Chamberlain Engineering                              | Tiga TS85                           | DNF |     |     |     | 16  |     |     | 21  | DNF |     |     |
| 1987   | Team Schanche Auto Beaurex Motorsport                | Argo JM19 Tom’s 86C                 | JAR | JER | MON | SIL | LEM | NÜN | BRH | NÜR | SPA | FUJ |     |
| 1987   | Team Schanche Auto Beaurex Motorsport                | Argo JM19 Tom’s 86C                 | DNF | DNF | 11  |     | DNF | 12  | 11  | DNF | 14  | DNF |     |
| 1988   | Team Schanche Mazdaspeed                             | Argo JM19 Mazda 767                 | JER | JAR | MON | SIL | LEM | BRÜ | BRH | NÜR | SPA | FUJ | SAN |
| 1988   | Team Schanche Mazdaspeed                             | Argo JM19 Mazda 767                 | 11  | 17  | DNF | DNF | 19  |     | 10  |     |     |     |     |
| 1989   | Dauer Racing                                         | Porsche 962                         | SUZ | DIJ | JAR | BRH | NÜR | DON | SPA | MEX |     |     |     |
| 1989   | Dauer Racing                                         | Porsche 962                         |     |     |     | DNF | DNF |     |     |     |     |     |     |
| 1990   | Courage Compétition GP Motorsport Chamberlain Racing | Porsche 962 Spice SE90C Spice SE89C | SUZ | MON | SIL | SPA | DIJ | NÜR | DON | MOT | MEX |     |     |
| 1990   | Courage Compétition GP Motorsport Chamberlain Racing | Porsche 962 Spice SE90C Spice SE89C | 14  | DNF |     |     |     |     | DNF |     |     |     |     |
| 1991   | Team Schuppan                                        | Porsche 962                         | SUZ | MON | SIL | LEM | NÜR | MAG | MEX | AUT |     |     |     |
| 1991   | Team Schuppan                                        | Porsche 962                         | DNF |     |     |     |     |     |     |     |     |     |     |
| 1992   | Chamberlain Engineering                              | Spice SE89C                         | MON | SIL | LEM | DON | SUZ | MAG |     |     |     |     |     |
| 1992   | Chamberlain Engineering                              | Spice SE89C                         |     | 3   |     | 6   |     |     |     |     |     |     |     |